# Tlalmanalco
Tlalmanalco är en kommun i Mexiko. Den ligger i delstaten Mexiko, i den centrala delen av landet, cirka 35 kilometer sydost om huvudstaden Mexico City. Huvudorten i kommunen är Tlalmanalco de Velázquez. Den största staden sett till befolkning är dock San Rafael. Kommunen hade 46 160 invånare vid folkräkningen 2010, varav knappt 15 000 bodde i kommunhuvudorten. Tlalmanalco ingår i Mexico Citys storstadsområde och kommunens area är 161,57 kvadratkilometer, vilket gör den till en av de mest glesbefolkade kommunerna i området.